# Elezioni presidenziali in Finlandia del 2012
Le elezioni presidenziali in Finlandia del 2012 si tennero il 22 gennaio (primo turno) e il 5 febbraio (secondo turno); per il primo turno, fu contemplata la possibilità di votare anticipatamente tra l'11 e il 17 gennaio.
I partiti hanno previsto un budget di spesa nettamente inferiore rispetto alla tornata elettorale precedente; ciò è dovuto soprattutto agli scandali recenti riguardanti i fondi di campagne elettorali. La somma delle stime di spesa dei quattro più grandi partiti finlandesi è inferiore ai 3 milioni di euro.
Nessun candidato ha ricevuto la maggioranza dei voti al primo turno. Con rispettivamente il 37 % e il 18,8 % dei voti, Sauli Niinistö del Partito di Coalizione Nazionale e Pekka Haavisto della Lega Verde si sono affrontati nel secondo turno decisivo, tenutosi il 5 febbraio 2012, risultando vincitore il candidato del Partito di Coalizione Nazionale, l'ex ministro Sauli Niinistö, che diventa così il dodicesimo presidente della Finlandia.
Il presidente uscente, Tarja Halonen, non ha potuto candidarsi nuovamente, avendo già portato a termine due mandati presidenziali previsti dalla Costituzione.

## Risultati
| Candidati       | Partiti                               | I turno   | I turno | II turno  | II turno |
| Candidati       | Partiti                               | Voti      | %       | Voti      | %        |
| --------------- | ------------------------------------- | --------- | ------- | --------- | -------- |
| Sauli Niinistö  | Partito di Coalizione Nazionale       | 1 131 254 | 36,96   | 1 802 328 | 62,59    |
| Pekka Haavisto  | Lega Verde                            | 574 275   | 18,76   | 1 077 425 | 37,41    |
| Paavo Väyrynen  | Partito di Centro Finlandese          | 536 555   | 17,53   |           |          |
| Timo Soini      | Veri Finlandesi                       | 287 571   | 9,40    |           |          |
| Paavo Lipponen  | Partito Socialdemocratico Finlandese  | 205 111   | 6,70    |           |          |
| Paavo Arhinmäki | Alleanza di Sinistra                  | 167 663   | 5,48    |           |          |
| Eva Biaudet     | Partito Popolare Svedese di Finlandia | 82 598    | 2,70    |           |          |
| Sari Essayah    | Democratici Cristiani Finlandesi      | 75 744    | 2,47    |           |          |
| Totale          | Totale                                | 3 060 771 | 100     | 2 879 753 | 100      |